# Meredith Henderson
Meredith Henderson (née le 24 novembre 1983 à Ottawa, Ontario) est une actrice canadienne connue pour son rôle-titre dans Les Aventures de Shirley Holmes. Meredith a gagné un Prix Gemini pour la meilleure interprétation féminine, émission série jeunesse en 1999 pour ce même rôle.

## Biographie
Elle a grandi à Alymer (maintenant fusionnée à Gatineau), au Québec.
En 2001, elle avait aussi joué le rôle de premier plan de Cleo Bellows, une jeune fille en fauteuil roulant, dans les émissions de la série de télévision « MythQuest » en concert avec Christopher Jacot.
En 2005, elle a paru dans « Shania: A Life in Eight Albums », un film biographique de la vedette Shania Twain, dans lequel elle jouait le rôle principal et dans lequel elle a fait tout le chant, la danse et la guitare elle-même.
Henderson a également joué un rôle récurrent dans la révolutionnaire série télévisée, gai « Queer as Folk » de Harris Allan, acclamé par les critiques. Elle jouait le rôle de la petite amie de Hunter. 

## Filmographie

### Actrice

#### Cinéma
- 1997 : Kayla : Jaynie Nightingale
- 2006 : 22 Hands : Cyndy
- 2006 : Heartstopper (en) : Sara Wexler
- 2008 : Jumper : Fiona
- 2010 : A Flesh Offering : Emily
- 2018 : The Downside of Bliss

#### Courts-métrages
- Prochainement : Honorably Discharged

#### Télévision
Séries télévisées
- 1996 : Chair de poule : Cara Renfield
- 1996-2000 : Les Aventures de Shirley Holmes : Shirley Holmes
- 1999 : Strange World : Student
- 1999 : You, Me and the Kids : Elle-même
- 2000 : The Fearing Mind : Catherine
- 2000-2001 : Big Sound (en) : Phoebe Sutton
- 2001 : MythQuest (en) : Cleo Bellows
- 2003 : En quête de justice (Just Cause) : Geena Harrington
- 2003 : Missing : Disparus sans laisser de trace : Sara Denton
- 2004 : Bury the Lead : 2 of 4 Wives
- 2004 : Puppets Who Kill : Button's Girlfriend
- 2004-2005 : Queer as Folk : Callie Leeson
- 2005 : Beach Girls (en) : Young Maddie
- 2007 : Everest (en) : Marlene
- 2007 : The Best Years : Hillary Dunbar
- 2007 : Dresden, enquêtes parallèles : Nikki Slovak / Caryn Harris
- 2008 : Flashpoint : Sadie Fitzhaven

Téléfilms
- 1995 : The Song Spinner : Aurora
- 2001 : A Wind at My Back Christmas : Anna Schiller
- 2004 : Stranger at the Door : Tara Norris
- 2005 : Shania: A Life in Eight Albums : Eilleen Shania Twain

### Productrice

#### Cinéma
- 2007 : Shut Up and Deal

#### Courts-métrages
- Prochainement : Honorably Discharged